# Herschel Grynszpan
Herschel Feibel Grynszpan (též možný zápis Grünspan nebo Grunspahn; 28. března 1921 – zemřel někdy v letech 1942 až 1945, za mrtvého úředně prohlášen v roce 1960) byl polsko-židovský uprchlík, narozený v Německu, který 7. listopadu 1938 spáchal v Paříži na německém velvyslanectví atentát na diplomata Ernsta vom Ratha. Tato smrt byla záminkou pro takzvanou Křišťálovou noc – antisemitský pogrom v noci z 9. na 10. listopadu 1938.
Smrt Ernsta vom Ratha a hrůzy Křišťálové noci přinesly Herschelu Grynszpanovi mezinárodní známost. Grynszpan se těšil pozornosti médií jako celebrita, ve vězeňské cele rozdával novinářům rozhovory a psal odtud dopisy mnoha slavným lidem po celém světě.
14. listopadu 1938 vysílala Dorothy Thompsonová, která se v roce 1934 stala prvním americkým novinářem vypovězeným z nacistického Německa, na stanici NBC vášnivý projev na obranu Grynzspana, který podle odhadů poslouchalo 5 milionů lidí. Poukázala v něm i na to, že samotní nacisté udělali hrdiny z vrahů rakouského kancléře Engelberta Dollfusse a německého ministra zahraničí Walhera Rathenau. Díky vysílání vybral Journalists' Defense Fund více než 40 000 dolarů, což umožnilo aby se Grynzspanova případu jako obhájce ujal známý evropský právník Vincent de Moro-Giafferi.
Od zatčení do července 1940 byl Grynszpan vězněn ve věznici Fresnes (Centre pénitentiaire de Fresnes) u Paříže. Po pádu Francie byl nelegálně vydán z francouzského vězení a 18. července 1940 převezen do Německa, kde byl vyšetřován Gestapem.
Jeho další osud zůstává neznámý. Z berlínské vazební věznice byl přemístěn do koncentračního tábora Sachsenhausen poblíž Berlína a poslední oficiální potvrzení jeho existence pochází ze září 1942. Předpokládá se, že druhou světovou válku nepřežil a v roce 1960 byl úředně prohlášen za mrtvého. V roce 2016 byla zveřejněna fotografie objevená v archivech vídeňského Židovského muzea a pocházející z 3. července 1946 z německého Bamberku. Na snímku se muž, který se podobá Grynszpanovi, účastní demonstrace přeživších holocaust proti britskému rozhodnutí ve věci přesídlení přeživších do Britského mandátu Palestina. Test rozpoznání obličeje ukázal 95% shodu, což je nejvyšší možný výsledek.

## Odraz v kultuře
O Herschelu Grynszpanovi pojednává kniha The Short, Strange Life of Herschel Grynszpan Jonathana Kirsche.